# Parque Estadual de Ibiporã
O Parque Estadual de Ibiporã é uma unidade de conservação situada no município brasileiro de Ibiporã, no estado do Paraná. A unidade de conservação, com área de 74,06 hectares, foi criada pelo Decreto Estadual nº 2301 de 30 de abril de 1980.

## Ligações Externas
- Página Oficial do Instituto Ambiental do Paraná